# Гідрофобія (симптом)
Гідрофо́бія (також водобоязнь, лат. hydrophobia) — патогномонічний симптом сказу, який вважають візитною карткою цієї хвороби. Від цього назви цього симптому походить назва й самої хвороби, яку використовують у сучасній медичній термінології для означення хвороби в людей.
Ознаки сказу та цього симптому відомі з давнини. У I столітті Авл Корнелій Цельс вперше описав більшість клінічних ознак сказу, особливо звернувши увагу на особливій реакції хворих тварин і людей на воду, назвавши її водобоязню.
Симптом являє собою появу в стадії клінічних проявів ураження ядер блукаючого, язикоглоткового і під'язикового нервів, що призводить до підвищення рефлекторної збудливості, спричиняє дуже характерні для сказу судоми дихальних і глоткових м'язів: при намаганні ковтнути слину чи воду виникають украй болючі нескоординовані скорочення глоткової мускулатури, а також страху смерті, паніку, ядуху. У свою чергу це призводить до формування умовного рефлексу — навіть вигляд води, її дзюрчання або вербальне нагадування про неї асоціюються із жорстоким болем і неможливістю ефективно дихати. Іноді для виявлення симптому хворому пропонують випити воду, відразна реакція свідчить про гідрофобію. Швидко формується типовий напад гідрофобії, при цьому хворий безпорадно рухається по приміщенню, хапає все, що потрапляє під руку, його обличчя синіє, вираз його страждальний, зіниці розширюються, дихання часте із утрудненням, вкрай прискорений пульс, голос хрипкий, шкіра покрита потом. Наприкінці приступу з рота виділяється багато слини, яку хворий не здатний проковтнути і розбризкує навколо себе. Під час нападу гідрофобії хворий може навіть загинути від зупинки дихання чи серця.
Появу цього симптому пов'язують з виникненням своєрідного вогнищевого енцефаліту, який не зустрічається при інших захворюваннях.
Психологічний острах чи жах води називають аквафобією.